# Лікування на основі менталізації
Лікування на основі менталізації («ЛнОМ») — є інтегративною формою психотерапії, яка поєднує аспекти психодинамічного, когнітивно-поведінкового, системного та екологічного підходів. «ЛнОМ» розробили і представили у посібнику для людей з емоційно нестабільним розладом особистості («ЕНРО») Пітер Фонаґі та Ентоні Бейтман. Деякі з цих людей страждають від дезорганізованої прихильності та не змогли розвинути надійну здатність до менталізації. Фонаґі та Бейтмен визначають менталізацію як процес, за допомогою якого ми імпліцитно та експліцитно інтерпретуємо свої дії та дії інших як значущі на основі навмисних психічних станів. Метою лікування є те, що пацієнти з «ПРО» підвищують здатність до менталізації, що має покращити регуляцію афекту, тим самим зменшуючи суїцидальність і самоушкодження, а також зміцнюючи їхні особисті стосунки.
Нещодавно з'явився ряд методів лікування, заснованих на менталізації, з використанням «позиції менталізації», визначеної у «ЛнОМ», але спрямованої саме на дітей (MBT-C), сім'ї (MBT-F) та підлітків (MBT-A), а також для хаотичної багатопроблемної молоді, «AMBIT» (інтегративне лікування на основі адаптивної менталізації, ІЛНОАМ) розроблялося групами, які здебільшого належали до «Національного центру для дітей та сімей імені Анни Фрейд».
Цю терапію слід відрізняти від терапії зниження стресу на основі усвідомленості («ТЗСНОУ»), розробленої Джоном Кабат-Зінном, вони не мають взаємозв'язку.

## Цілі
Основними цілями «ЛнОМ» є:
- кращий контроль поведінки;
- підвищена регуляція афекту;
- більш інтимні та приємні стосунки;
- здатність до досягнення життєвих цілей.

Вважається, що це все досягається шляхом підвищення здатності пацієнта до менталізації, щоб стабілізувати самосвідомість клієнта та підвищити стабільність емоцій і стосунків.

## Фокус лікування
Відмітна особливість «ЛнОМ» полягає в тому, що фокусом лікування є посилення самої менталізації. Метою терапії є не розвиток розуміння, а відновлення менталізації. Терапія вивчає переважно саме теперішній момент, звертаючи увагу на події минулого лише тою мірою, в якій вони впливають на індивіда в сьогоденні. Інші ключові аспекти лікування включають позицію цікавості, партнерство з пацієнтом, а не роль «експерта», моніторинг і регулювання емоційного збудження, а також визначення фокуса афекту. Перенесення в класичному розумінні цього терміна не входить в модель «ЛнОМ». «ЛнОМ» дійсно заохочує до розгляду стосунків пацієнт-терапевт, але не обов'язково узагальнюючи инші стосунки, минулі чи теперішні.

## Процедура лікування
«ЛнОМ» слід пропонувати пацієнтам двічі на тиждень із чергуванням групової терапії та індивідуального лікування. Під час сеансів терапевт працює над стимулюванням або підтримкою менталізації. Використовуються певні техніки, щоб зменшити або підвищити емоційне збудження за потреби, щоб перервати нементалізоване мислення та сприяти гнучкості у сприйнятті потрібної пацієнтові перспективи. Активація відбувається через розробку поточних стосунків прихильності, заохочення терапевта та регулювання зв'язку прихильності пацієнта з терапевтом, і спроби терапевта створити зв'язки прихильності між членами терапевтичної групи.

## Механізми змін
Безпечні стосунки прихильності з терапевтом забезпечують контекст відносин, у якому пацієнту безпечно досліджувати свідомість иншого. Фонаґі та Бейтман нещодавно припустили, що «ЛнОМ» (та инші методи лікування, засновані на доказах) працюють, надаючи показові сигнали, які стимулюють епістемічну довіру. Зростання епістемічної довіри разом із постійним акцентом на менталізуванні під час терапії, і як здається, сприяє змінам, залишаючи людей відкритішими до навчання поза межами терапії, вже у соціальних взаємодіях їхнього повсякденного життя.

## Ефективність
Фонаґі, Бейтман та їх колеги провели широке дослідження результатів «ЛнОМ» для емоційно нестабільного розладу особистості. Перше рандомізоване контрольоване дослідження було опубліковано у 1999 році щодо «ЛнОМ», проведеної частково в стаціонарі. Результати показали клінічну ефективність застосування терапії наяву, яка була вищою у порівняні з чинними методами лікування «ПРО». Подальше дослідження, опубліковане у 2003 році, показало, що «ЛнОМ» є економічно ефективним. Обнадійливі результати були також отримані у 18-місячному дослідженні, в якому суб'єкти були випадковим чином розподілені на амбулаторне лікування «ЛнОМ» проти лікування структурованого клінічного лікування (SCM). Тривала ефективність «ЛнОМ» була продемонстрована під час 8-річного спостереження за пацієнтами з початкового дослідження, порівнюючи «ЛнОМ» зі звичайним лікуванням. У цьому дослідженні пацієнти, які отримували «ЛнОМ», менше вживали наркотиків, менше госпіталізувалися і мали довші періоди роботи порівняно з пацієнтами, які отримували стандартну допомогу. Дослідження реплікації були опубліковані иншими європейськими дослідниками. Дослідники також продемонстрували ефективність «ЛнОМ» для підлітків, а також ефективність групового формату «ЛнОМ».